# W. Wesley Peterson
William Wesley Peterson (* 22. April 1924 in Muskegon, Michigan; † 6. Mai 2009 in Honolulu, Hawaii) war ein US-amerikanischer Mathematiker und Elektroingenieur.

## Leben und Werk
Peterson studierte an der University of Michigan mit dem Bachelor-Abschluss in Mathematik 1948 und in Angewandter Mathematik (Engineering Mathematics) 1949, dem Master-Abschluss in Elektrotechnik 1950 und der Promotion in Elektrotechnik 1954. Danach war er bis 1956 Ingenieur bei IBM in Poughkeepsie. 1956 wurde er Associate Professor an der University of Florida und seit 1964 war er Professor für Informatik an der University of Hawaiʻi in Manoa.
Er war Gastprofessor an der Chiao-Tung-Nationaluniversität (1963/64), am Massachusetts Institute of Technology (1959/60) und der Universität Hiroshima (1999). Er schrieb ein Standardwerk über Fehlerkorrigierende Codes. 1961 entwickelte er den Cyclic Redundancy Check (CRC). Daneben befasste er sich mit der Theorie der Signal-Detektion,  Programmiersprachen, Systemprogrammierung und Netzwerken.
Peterson erhielt 1981 den Claude E. Shannon Award, 1984 die IEEE Centennial Medal und 1999 den Japan-Preis. Er ist Fellow des IEEE und der ACM. Er war seit 1972 mit Hiromi Nakai verheiratet und hat fünf Kinder.

## Schriften
- Error Correcting Codes. MIT Press, 1961 (2. Auflage mit E. J. Weldon 1972).
  - Deutsche Übersetzung: Prüfbare und korrigierbare Codes. Oldenbourg, 1967.
- Encoding and error-correction procedures for the Bose-Chaudhuri codes. In: IRE Transactions on Information Theory. Band 6, Nr. 4, September 1960, S. 459–470, doi:10.1109/TIT.1960.1057586.
- On Checking an Adder. In: IBM Journal of Research and Development. Band 2, Nr. 2, April 1958, S. 166–168, doi:10.1147/rd.22.0166.
- mit T. G. Birdsall, W. C. Fox: The theory of signal detectability. In: Transactions of the IRE Professional Group on Information Theory. Band 4, Nr. 4, September 1954, S. 171–212, doi:10.1109/TIT.1954.1057460 (Wieder abgedruckt in: R. D. Luce, R. R. Bush, E. Galanter (Eds.): Readings in Mathematical Psychology. Vol. I, John Wiley and Sons, New York, 1963, S. 167–211.).
- Introduction to Programming Languages. Prentice-Hall, 1974.